# Huntington (Oregón)
Huntington es una ciudad ubicada en el condado de Baker en el estado estadounidense de Oregón. En el año 2000 tenía una población de 515 habitantes y una densidad poblacional de 272.4 personas por km².

## Geografía
Huntington se encuentra ubicada en las coordenadas 44°21′1″N 117°15′56″O / 44.35028, -117.26556.

## Demografía
Según la Oficina del Censo en 2000 los ingresos medios por hogar en la localidad eran de $25,132, y los ingresos medios por familia eran $30,781. Los hombres tenían unos ingresos medios de $27,500 frente a los $22,083 para las mujeres. La renta per cápita para la localidad era de $13,396. Alrededor del 17.7% de la población estaban por debajo del umbral de pobreza.